# Parvoscincus jimmymcguirei
Espèce
Parvoscincus jimmymcguirei est une espèce de sauriens de la famille des Scincidae.

## Répartition
Cette espèce est endémique de Luçon aux Philippines. Elle se rencontre dans la Sierra Madre et dans la cordillère Centrale.

## Description
Parvoscincus jimmymcguirei mesure de 33 à 49 mm.

## Étymologie
Cette espèce est nommée en l'honneur de Jimmy Adair McGuire.

## Publication originale
- Linkem & Brown, 2013 : Systematic revision of the Parvoscincus decipiens (Boulenger, 1894) complex of Philippine forest skinks (Squamata: Scincidae: Lygosominae) with descriptions of seven new species. Zootaxa, no 3700 (4), p. 501–533.